# Jahmir Hyka
Jahmir Hyka, född 8 mars 1988, är en albansk fotbollsspelare som senast spelade för Teuta Durrës. Hyka är mittfältare men kan även spela anfallare. Han har tidigare spelat för bland annat den amerikanska klubben San Jose Earthquakes.
Han har spelat för KF Tirana, Olympiakos, Rosenborg BK och Dinamo Tirana. Hyka har representerat Albanien i U17-, U19-, U21- och A-landslaget. Han har spelat 20 minuter för Albanien i kvalet till Europamästerskapet i fotboll 2008.
Jahmir Hyka började spela för Dinamo Tirana som är väldigt känt för att uppfostra talanger i Albanien då han sedan skrev på för Rosenborg BKs B lag först men snabbt klättrade upp till A-laget. Han skrev på Olympiakos i januari 2007.